# Valdemar de Danemark
Pour les articles homonymes, voir Valdemar.
Ne doit pas être confondu avec George Valdemar de Danemark.
Valdemar de Danemark et d'Islande (en danois : Valdemar af Danmark og Island), né le 27 octobre 1858 au Palais de Bernstorff, près de Copenhague, où il est mort le 14 janvier 1939, est un membre de la famille royale danoise et un amiral de la flotte de son pays.
Membre d'une famille occupant de nombreux trônes (Danemark, Grèce, Norvège, Russie et Royaume-Uni) et prétendant à plusieurs autres dont Hanovre, Valdemar de Danemark aurait pu espérer être élu à la tête de l’un des États européens nés du réveil des nationalismes, à la fin du XIXe siècle. Le prince s’est d'ailleurs vu successivement proposer les couronnes de Bulgarie (en 1886) et de Norvège (en 1905) mais, à chaque fois, il a dû y renoncer sous la pression des grandes puissances. 
Malgré tout, Valdemar joue un certain rôle officiel au Danemark, où il a le grade prestigieux d’amiral de la flotte. En 1909, le prince et ses fils participent à un voyage officiel de plusieurs mois en Asie, qui les conduit notamment en Inde et au Siam.
Très proche de son neveu le prince Georges de Grèce (1869-1957), avec lequel il entretient une relation homosexuelle depuis leur première rencontre en 1883, Valdemar n’est guère heureux auprès de son épouse, la princesse Marie d'Orléans, laquelle, humiliée, se réfugie dans l'alcool et une relation adultère.

## Famille

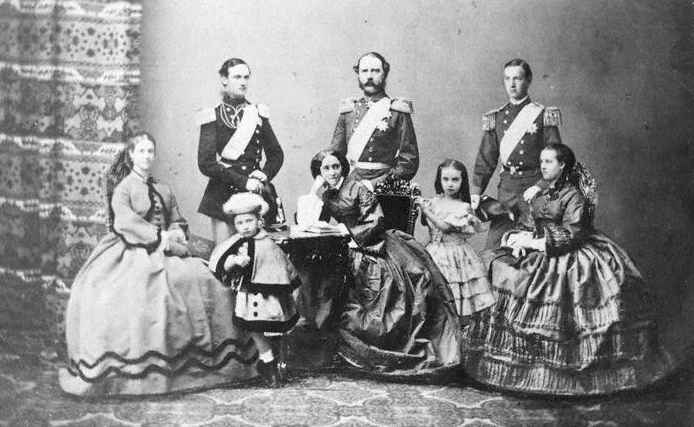
La famille royale danoise en 1862. Au centre, on peut voir la future reine Louise et le futur roi Christian IX avec, autour d'eux, de gauche à droite, la future impératrice Marie Fedorovna de Russie, le futur roi Frédéric VIII de Danemark, le prince Valdemar de Danemark, la princesse Thyra de Danemark, le futur roi Georges Ier de Grèce, ainsi que la future reine Alexandra du Royaume-Uni. Photographie de Georg Emil Hansen.

Le prince Valdemar est le plus jeune fils du roi Christian IX de Danemark (1818-1906) et de son épouse la princesse Louise de Hesse-Cassel (1817-1898). 
Il est le frère des rois Frédéric VIII de Danemark (1843-1912) et Georges Ier de Grèce (1845-1913), l'oncle du roi Haakon VII de Norvège (1872-1957) et le beau-frère du roi Édouard VII du Royaume-Uni (1841-1910) et du tsar Alexandre III de Russie (1845-1894).
Les 21 et 22 octobre 1885, il épouse, civilement puis religieusement, à Paris puis à Eu, la princesse française Marie d'Orléans (1865-1909), fille de Robert d'Orléans (1840-1910), duc de Chartres, et de son épouse et cousine la princesse Françoise d'Orléans (1844-1925).
Le couple a cinq enfants :
- le prince Aage de Danemark (1887-1940), qui épouse morganatiquement donna Mathilde Calvi di Bergolo ;
- le prince Axel de Danemark (1888-1964), qui épouse en 1919 la princesse Marguerite de Suède (1899-1977) ;
- le prince Erik de Danemark (1890-1950), qui épouse morganatiquement Lois Frances Booth et est titré comte de Rosenborg ;
- le prince Viggo de Danemark (1893-1970), qui épouse morganatiquement Eleanor Green et est nommé comte de Rosenborg ;
- la princesse Marguerite de Danemark (1895-1992), qui s'unit à René de Bourbon (1894-1962), « prince de Parme ». Ce sont les parents de la reine Anne de Roumanie (1923-2016), épouse du roi Michel Ier.

## Biographie

### Naissance et famille

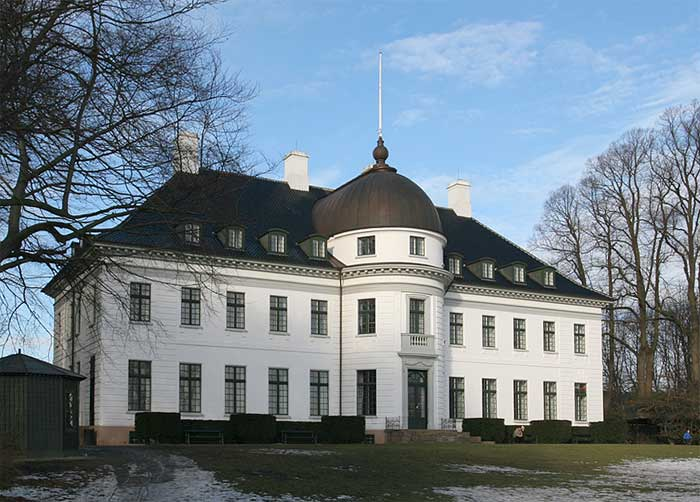
Le palais de Bernstorff en 2006.

Le prince Valdemar de Danemark voit le jour le 27 octobre 1858 à la résidence d'été de ses parents, le palais de Bernstorff, située à 10 kilomètres au nord de Copenhague sur l'île de Seeland au Danemark. Il est le sixième enfant du prince Christian, prince héritier du royaume de Danemark, et de son épouse la princesse Louise de Hesse-Cassel. Le prince Valdemar porte dès sa naissance le titre de prince de Danemark avec la qualification d'altesse. A l'occasion du baptême du prince Valdemar le 21 décembre 1858, toute la famille reçut la qualification d'altesse royale..
Le prince Valdemar avait cinq frères et sœurs plus âgés : le prince Frederik, la princesse Alexandra, le prince Guillaume, la princesse Dagmar et la princesse Thyra. Lorsqu'il voit le jour, le prince Valdemar est quatrième dans l'ordre de succession au trône de Danemark, après son père et ses deux frères ainés.

### Jeunesse

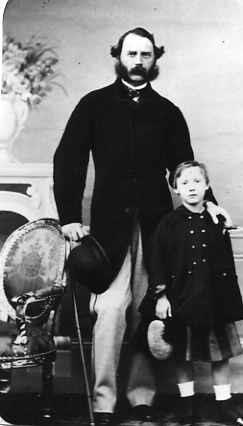
Le prince Valdemar avec son père, le nouveau roi Christian IX, vers 1864.

Le prince Valdemar a grandi dans une famille de plus en plus internationale. Malgré le fait que la famille disposait de ressources limitées et menait une vie relativement bourgeoise selon les normes royales, les frères et sœurs de Valdemar ont réussi à conclure des mariages dynastiques importants. En mars 1863, la famille royale danoise, dont le prince Valdemar, âgé alors de quatre ans, se rend à Londres pour le mariage de sa sœur aînée, la princesse Alexandra, avec le prince de Galles, fils aîné et héritier de la reine Victoria du Royaume-Uni. En juin de la même année, le frère aîné du prince Valdemar, le prince Guillaume, a été installé comme roi des Hellènes sous le nom de Georges Ier. En novembre de la même année, son père a accédé au trône de Danemark sous le nom de Christian IX à la suite de la mort du roi Frédéric VII. Et l'année suivante, en 1864, sa sœur aînée, la princesse Dagmar, est fiancée à l'héritier du trône de l'Empire russe, le grand-duc Nicolas, mais le jeune prince meurt en 1865. L'année suivante, en 1866, elle épouse à Saint-Petersbourg le frère de son premier fiancé, le nouveau tsarévitch Alexandre, le futur empereur Alexandre III.
Comme le benjamin de la famille, le jeune garçon grandit principalement aux côtés de ses parents et sa sœur plus jeune, la princesse Thyra. Il partage son enfance entre le palais Jaune de Copenhague et la résidence d'été, le palais de Bernstorff, au nord de la ville. Le prince reçoit une éducation assez simple, largement dirigée par ses parents et des gouvernantes britanniques. Le danois est sa langue maternelle et l'anglais sa deuxième langue. Il apprend également l’allemand et un peu de français.

### Formation navale et rencontre avec le prince Georges

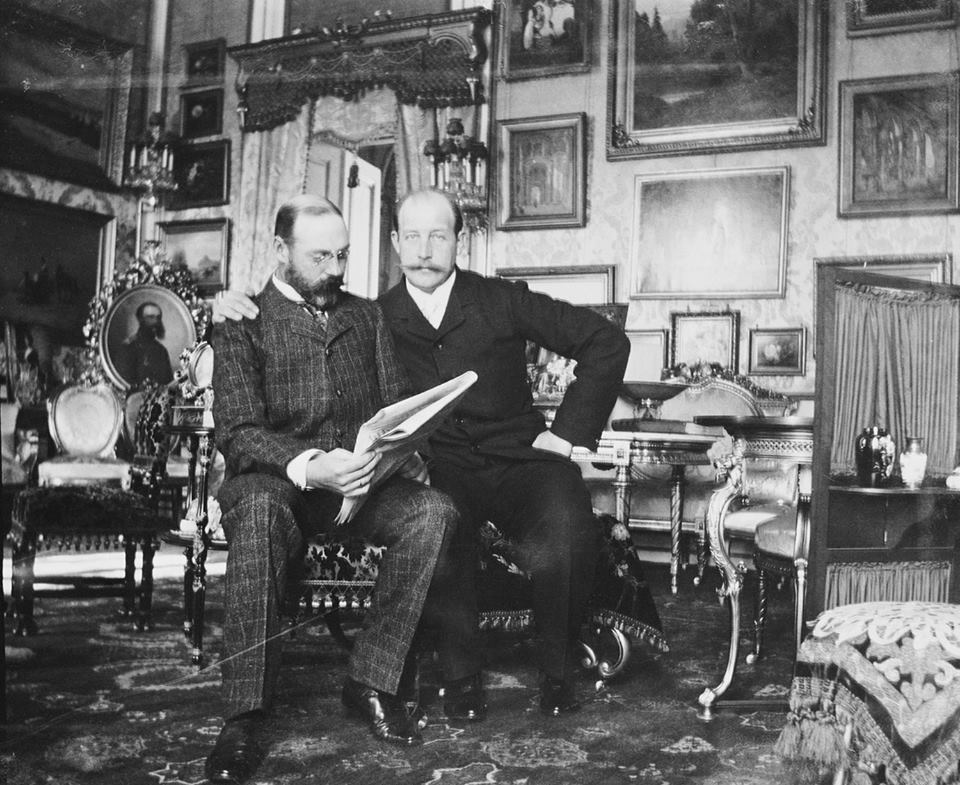
Les princes Georges et Valdemar, vers 1900.

En tant que fils cadet, on s'attendait à ce qu'il fasse carrière dans les forces militaires, et pour le prince Valdemar, c'est devenu la marine de guerre. Peu de temps après sa confirmation, qui a eu lieu le 16 décembre 1874 dans la chapelle du château de Fredensborg, Valdemar a commencé à l'école des officiers de la Marine. Il a participé à plusieurs expéditions au fil des ans et en 1880 est devenu lieutenant.
En 1883, le prince Georges de Grèce, deuxième fils du frère de Valdemar, le roi Georges Ier, est envoyé par son père au Danemark, afin d’y intégrer la marine royale. Dans le royaume du nord, l’adolescent tout juste âgé de quatorze ans est placé sous la tutelle de son grand-père paternel, le roi Christian IX, et sous celle du plus jeune de ses oncles, le prince Valdemar. Âgé de vingt-cinq ans, ce dernier assume le rôle d'amiral de la flotte danoise et il a donc été naturellement choisi par le roi des Hellènes pour servir de guide à son fils. Cependant, la relation de Georges et de Valdemar dépasse rapidement l'affection classique qui unit un neveu à son oncle. Alors que le bateau de ses parents quitte le port de Copenhague, Georges est envahi par un vif sentiment d'abandon. Conscient du désarroi de son neveu, Valdemar lui prend alors la main. Pour l'adolescent, cette marque d'affection est une révélation. Il tombe très amoureux de son oncle et déclare, plus tard, à propos de cet épisode et de Valdemar : « De ce jour, de cet instant, je l’aimais, et je n’ai jamais eu d’autre ami que lui ».
De fait, la passion qui unit les deux hommes dure jusqu’à la mort du prince Valdemar, le 14 janvier 1939, et, même après leurs mariages respectifs, Georges et Valdemar se retrouvent chaque année, durant plusieurs semaines, au Danemark ou à l’étranger. Camouflée derrière une très forte amitié, leur homosexualité ne semble pas avoir soulevé la désapprobation de leur famille et de très nombreuses photographies, prises à l’occasion de leurs retrouvailles annuelles ou des fêtes du gotha, montrent combien ils n’hésitaient jamais à s’afficher ensemble.

### Un mariage français

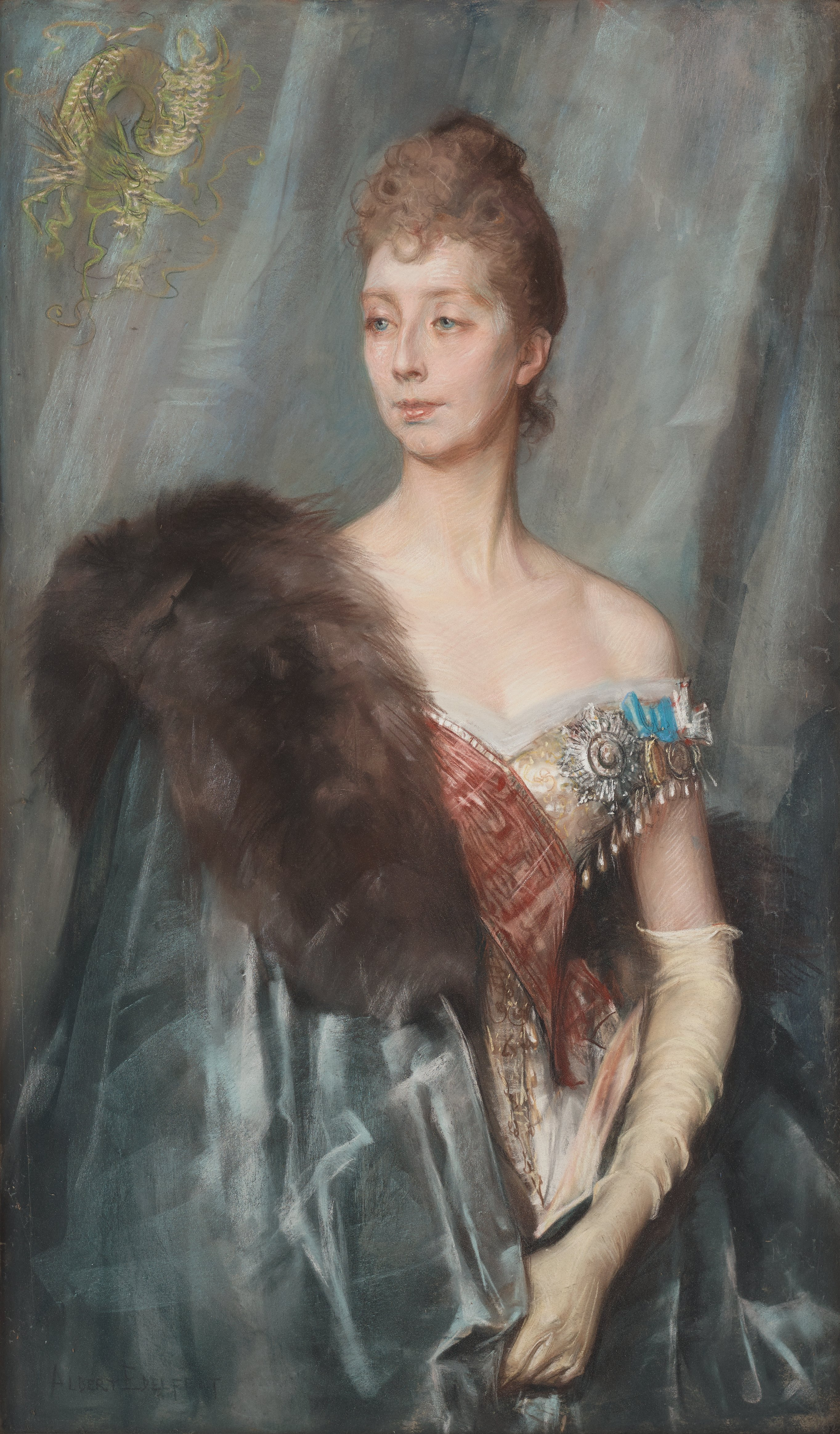
La princesse Marie en 1894, par Albert Edelfelt.

Le devoir d'un prince consistant, malgré tout, à fonder un foyer afin de donner le jour à une descendance, la famille de Valdemar cherche à lui trouver une épouse. En 1885, il épouse donc la princesse Marie d'Orléans, membre de la maison d'Orléans, fille de Robert d'Orléans (1840-1910), duc de Chartres, et arrière-petite-fille du dernier roi des Français Louis-Philippe Ier. Le couple a reçu la permission du pape de contracter ce mariage entre un protestant et une catholique, et il a été convenu que les fils devraient être élevés protestants, tandis que les filles devraient être élevées catholiques.
Après la conclusion d'un mariage civil le 21 octobre 1885, à Paris, le mariage religieux est célébré le 22 octobre 1885 au château d'Eu en Normandie, lors de cérémonies fastueuses rassemblant plus d'un millier d'invités, dont les membres des familles royales d'Angleterre, du Danemark, de Grèce et de Russie. Après le mariage le couple fait son entrée à Copenhague.

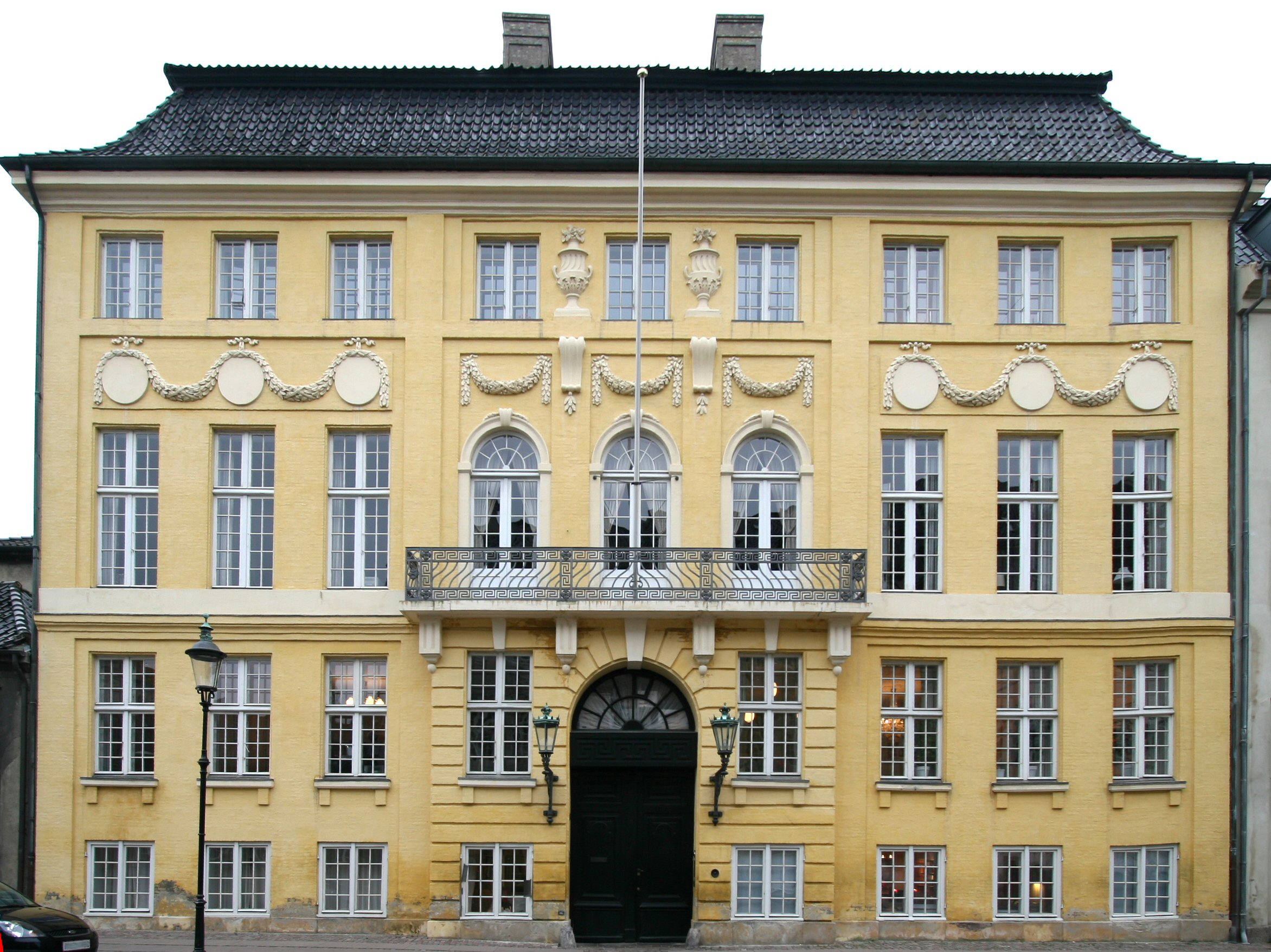
Le Palais Jaune en 2006.

Valdemar et Marie ont reçu comme résidence, le palais Jaune, situé tout à côté du palais d’Amalienborg, résidence principale de la famille royale de Danemark dans le quartier de Frederiksstaden au centre de Copenhague. C'est ici que naissent leurs quatre premiers enfants entre 1887 et 1893 : le prince Aage en 1887, le prince Axel en 1888, le prince Erik en 1890, et le prince Viggo en 1893. Plus tard, ils peuvent également utiliser le château de Bernstorff au nord de Copenhague comme leur résidence d'été. C'est ici que leur plus jeune enfant, la princesse Marguerite, est née en 1895.
Cependant, le couple n'a pas connu un mariage très heureux, et le prince Valdemar n’est guère heureux auprès de son épouse. Aimée par sa belle-famille et populaire, la princesse n'en a pas moins été une femme malheureuse. Unie à un prince homosexuel, qui entretient une relation amoureuse avec son neveu le prince Georges de Grèce depuis leur première rencontre en 1883, la princesse, humiliée et poussée par le désespoir, entretient une relation adultérine avec l'écuyer de son mari — un certain Riss — et cherche dans l'alcool un réconfort qui précipite sa fin.

### Offres de trônes

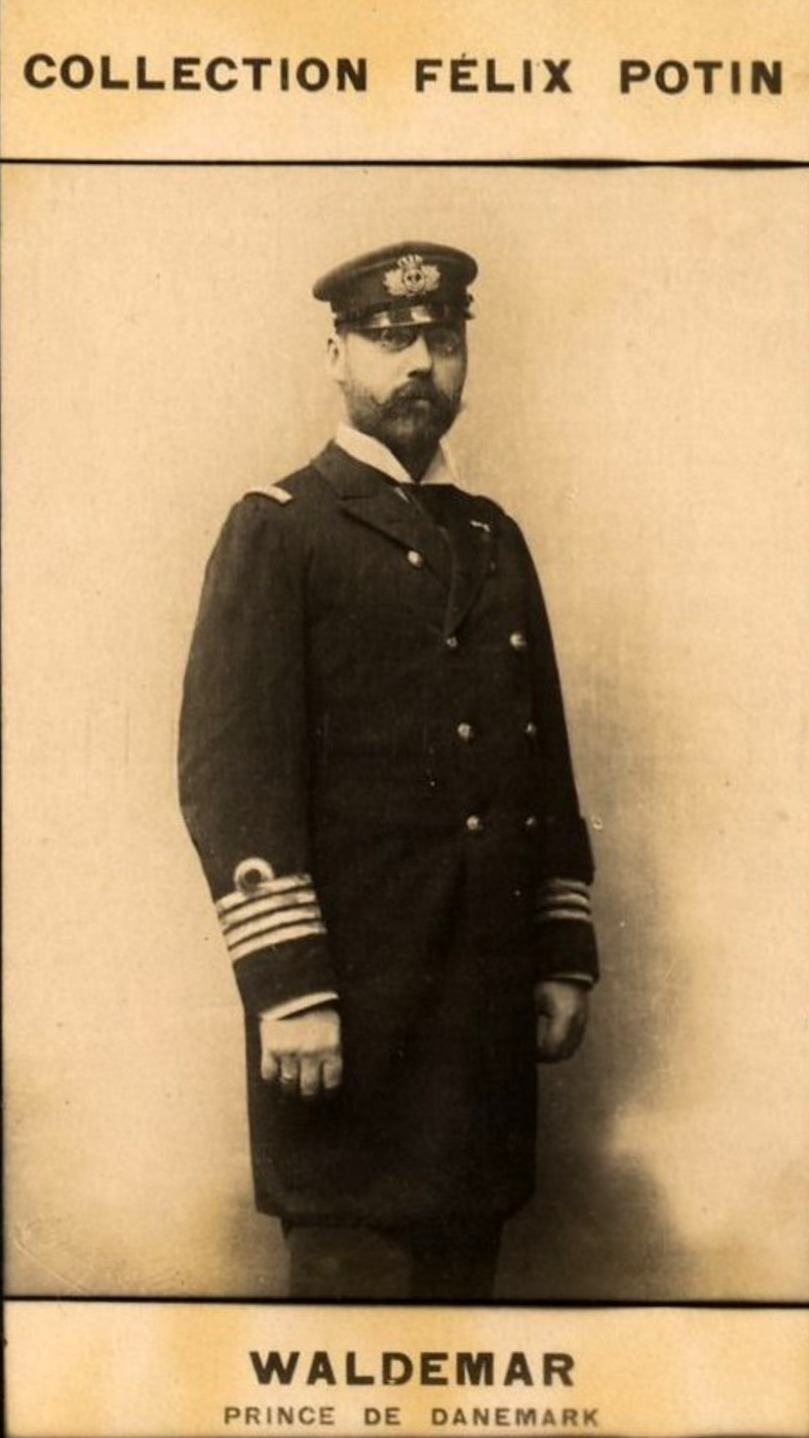
Le prince Valdemar, vers 1900.

Membre d'une famille occupant de nombreux trônes (Danemark, Grèce, Norvège, Russie et Royaume-Uni) et prétendant à plusieurs autres dont Hanovre, Valdemar de Danemark aurait pu espérer être élu à la tête de l’un des États européens nés du réveil des nationalismes, à la fin du XIXe siècle. Le prince s’est d'ailleurs vu successivement proposer les couronnes de Bulgarie (en 1886) et de Norvège (en 1905) mais, à chaque fois, il a dû y renoncer sous la pression des grandes puissances,. 

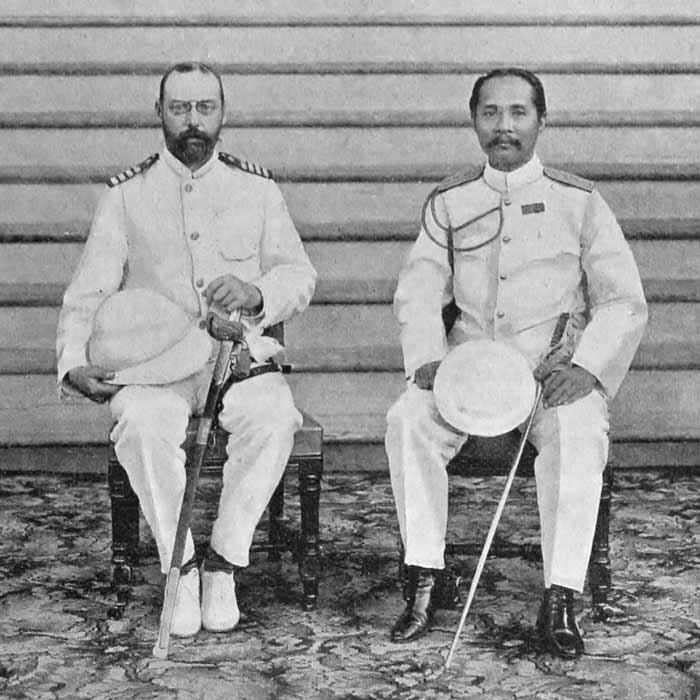
Le prince Valdemar de Danemark et le roi du Siam Rama V (1853-1910) pendant le voyage officiel de Valdemar et de ses fils en Asie en 1909.

Malgré tout, Valdemar joue un certain rôle officiel au Danemark, où il a le grade prestigieux d’amiral de la flotte. En 1909, le prince et ses fils participent à un voyage officiel de plusieurs mois en Asie, qui les conduit notamment en Inde et au Siam. C'est pendant ce voyage que la princesse Marie décède à Copenhague en 1909 à l'âge de seulement 44 ans. Son mari lui survécut trente ans.

### Dernières années et mort

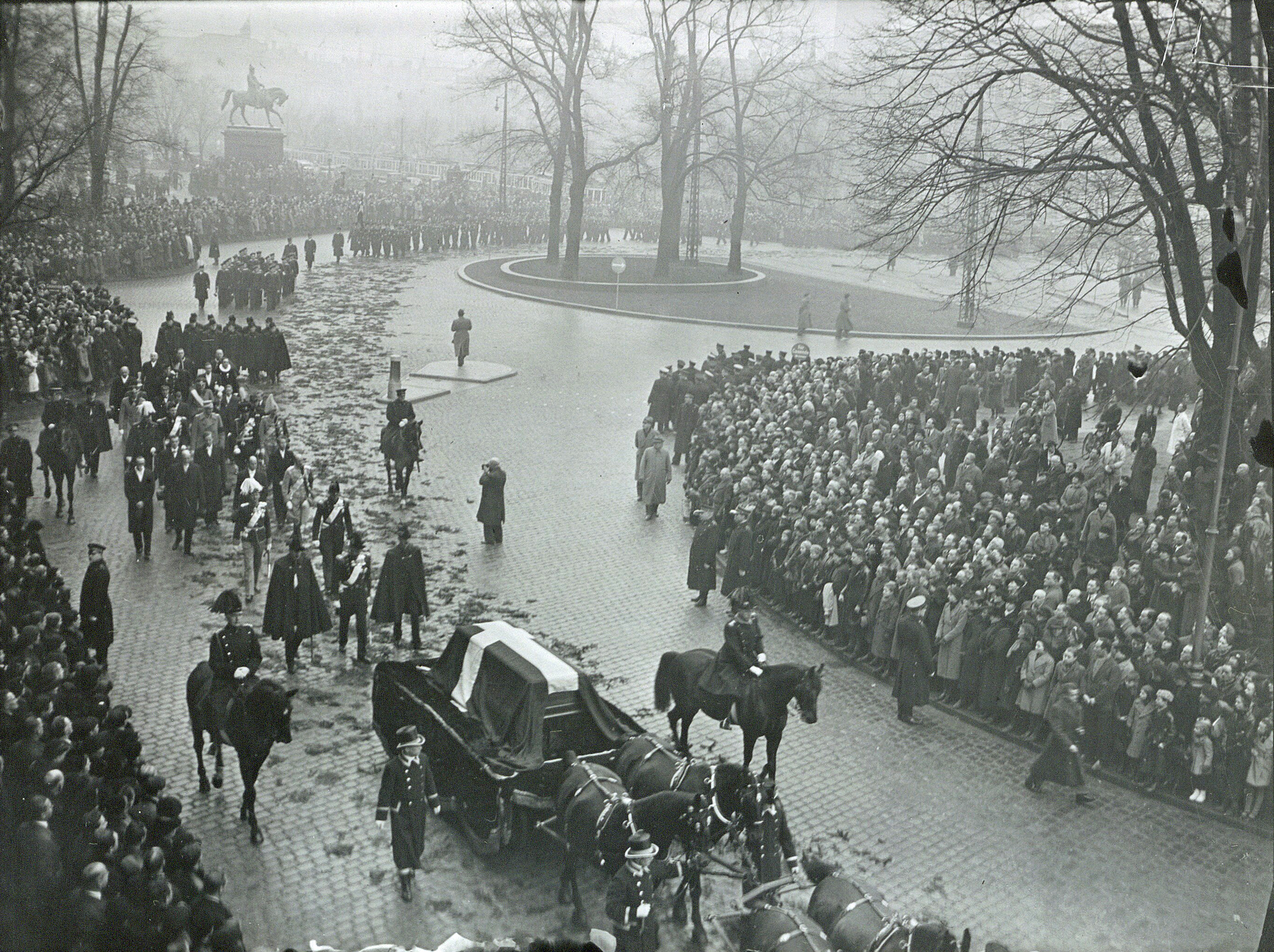
Procession funèbre du prince Valdemar devant le palais de Christiansborg le 18 1 1939.

Début 1939, le prince Valdemar tombe gravement malade et le prince Georges se précipite à son chevet pour le veiller. Malgré les efforts de ses médecins, l’amiral danois s’éteint après plusieurs jours d’agonie à l'âge de 80 ans le 14 janvier au palais Jaune à Copenhague en tant que dernier survivant des enfants du roi Christian IX. Il est enterré le 18 janvier 1939 dans la cathédrale de Roskilde, la nécropole traditionnelle des monarques de Danemark, sur l'île de Seeland non loin de Copenhague.
Le prince Georges est dévasté par la disparition de son amant et seule sa croyance dans la transmigration des âmes parvient, en partie, à le consoler,. Selon les propres mots de sa femme Marie Bonaparte, les deux hommes étaient unis par « l’une de ces grandes passions qui sont, au dire de Rousseau, aussi rares qu’un grand génie ».

## Documentaire
Le sixième épisode de la série documentaire danoise En kongelig Familie (en anglais : A Royal family) est centré sur la vie du prince Valdemar, de son épouse et de leur fils Aage.

### Sur Valdemar comme figure du prince marin
- (en) Miriam Magdalena Schneider, The 'Sailor Prince' in the Age of Empire : Creating a Monarchical Brand in Nineteenth-Century Europe, Palgrave Macmillan, 2018, 324 p. (ISBN 3319875906).

### Sur le prince Valdemar et ses relations
- Celia Bertin, Marie Bonaparte, Paris, Perrin, 1982 (ISBN 226201602X).
- (es) Ricardo Mateos Sainz de Medrano, La Familia de la Reina Sofía, La Dinastía griega, la Casa de Hannover y los reales primos de Europa, Madrid, La Esfera de los Libros, 2004 (ISBN 84-9734-195-3).
- (da) Alexander Thorsøe, « Valdemar, Prins », dans Dansk Biografisk Lexikon, tillige omfattende Norge for Tidsrummet 1537-1814, vol. XVIII, Copenhague, Gyldendal, 1904, 1re éd. (lire en ligne), p. 188-189

### Sur la famille royale de Danemark
- (en) Theo Aronson, A Family of Kings : The descendants of Christian IX of Denmark, London, Thistle Publishing, 2014, 2e éd. (ISBN 1910198129 et 9781910198124, OCLC 907247528, lire en ligne).
- (en) Arturo E. Beéche et Coryne Hall, APAPA : King Christian IX of Denmark and His Descendants, East Richmond Heights, Eurohistory, 2014 (ISBN 0985460342 et 9780985460341, OCLC 942641311, lire en ligne).
- (da) Bo Bramsen, Huset Glücksborg : Europas svigerfader og hans efterslægt [« La maison de Glücksbourg : Le beau-père de l'Europe et sa descendance »], vol. 2, Copenhague, Forlaget Forum, 1992, 2e éd. (ISBN 87-553-3230-7 et 978-87-553-3230-0, OCLC 471920299, lire en ligne).
- (fr) Arnaud Chaffanjon, Histoires de familles royales : Victoria d'Angleterre - Christian IX de Danemark et leurs descendances de 1840 à nos jours, Paris, Ramsay, 1980 (ISBN 2859561846 et 9782859561840, OCLC 476569603, lire en ligne).
- (en) Anna Lerche et Marcus Mandal, A royal family : the story of Christian IX and his European descendants [« Une famille royale : l'histoire de Christian IX et de ses descendants européens »], Copenhague, Aschehougs Forlag, 2003, 2e éd. (ISBN 87-151-0955-0 et 9788715109553, OCLC 464176213, lire en ligne).
- (da) Sebastian Olden-Jørgensen, Prinsessen og det hele kongerige : Christian IX og det glücksborgske kongehus [« La princesse et tout le royaume : Christian IX et la maison royale de Glücksborg »], Copenhague, Gads Forlag, 2003 (ISBN 87-120-4051-7 et 978-87-120-4051-4, OCLC 186308500, lire en ligne).